# Carnegiella
Carnegiella, rod sičušnih slatkovodnih tropskih riba koje žive po rijekama Južne Amerike. Najveća među njima, a i prva opisana je mramorna sjekirica ili Carnegiella strigata (Günther, 1864), koja naraste maksimalno 3.5 centimetara dužine, dok su ostale tri vrste koje pripadaju rodu, tek nešto veće od 2 centimetra, to su Carnegiella marthae Myers, 1927, koja naraste do 2.8 cm, a živi u bazenu rijeka Negro i gornjeg Orinoca; Carnegiella myersi Fernández-Yépez, 1950 iz bazena Amazone u Peruu, 2.2 cm; i Carnegiella schereri Fernández-Yépez, 1950, također peruanskom bazenu Amazone,  2.6 cm.
Rod pripada u zrakoperke (Actinopterygii), redu Characiformes i porodici Gasteropelecidae.

## Vrste
1. Carnegiella marthae Myers, 1927
2. Carnegiella myersi Fernández-Yépez, 1950
3. Carnegiella schereri Fernández-Yépez, 1950
4. Carnegiella strigata (Günther, 1864), mramorna sjekirica